# Copa búlgara de futbol

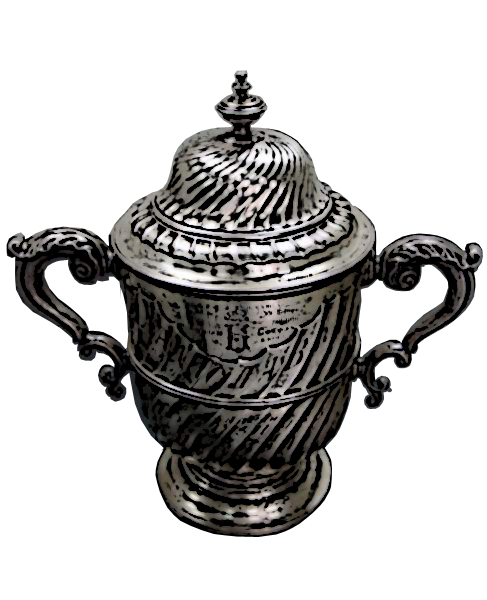
Copa del Tsar

La Copa búlgara de futbol (en búlgar Купа на България) és la segona competició futbolística de Bulgària en importància. Es disputa per eliminatòries a partit únic. Hi prenen part tots els clubs de Bulgària. La final s'acostuma a disputar a l'estadi Nacional Vasil Levski de Sofia. El campió obté una plaça per la Copa de la UEFA.

## Història
Diverses han estat les competicions de copa que s'han disputat a Bulgària, bé simultàniament o bé successivament. La primera competició fou la Copa Nacional o Copa del Tsar (Купа на Царя) entre els anys 1938 i 1942, disputada pels campions regionals (dels oblasts).
Durant l'època de la República Popular de Bulgària comunista es disputà l'anomenada Copa de l'Exèrcit Soviètic (Купа на Съветската армия), que es disputava per eliminatòries a doble partit. Es disputà entre 1945 i 1990. Després de 1981, però, va començar a perdre importància a causa de la creació de la Copa de Bulgària (Купа на България). Aquesta competició es creà per celebrar el 1300 aniversari del país, l'any 1981.
Entre 1981 i 1990 es disputaren, per tant, dues competicions de Copa. El 1981 i 1982 la Copa de l'Exèrcit Soviètic continuà essent la principal competició, és a dir, la que classificava per a la Recopa d'Europa de futbol. A partir del 1983 aquest paper l'agafà la Copa de Bulgària.
L'any 1991 també es disputaren dues competicions. A més de la Copa de Bulgària es disputà la Copa de la BFU (de la Federació Búlgara).

## Historial
Font:

### Copa del Tsar (1924-1942)
- 1938:  FK-13 Sofia (1)
- 1939:  Shipka Sofia (1)
- 1940:  FK-13 Sofia (2)
- 1941:  AS-23 Sofia (1)
- 1942:  Levski Sofia (1)

### Copa de l'Exèrcit Soviètic (1946-1990)
Torneigs oficials (1946-1982) 
- 1946:  Levski Sofia (2)
- 1947:  Levski Sofia (3)
- 1948:  Lokomotiv Sofia (1)
- 1949:  Levski Sofia (4)
- 1950:  Levski Sofia (5)
- 1951:  CSKA Sofia (1)
- 1952:  Slavia Sofia (1)
- 1953:  Lokomotiv Sofia (2)
- 1954:  CSKA Sofia (2)
- 1955:  CSKA Sofia (3)
- 1956:  Levski Sofia (6)
- 1957:  Levski Sofia (7)
- 1958:  Spartak Plovdiv (1)
- 1958-59:  Levski Sofia (8)
- 1959-60:  Septemvri Sofia (1)
- 1960-61:  CSKA Sofia (4)
- 1961-62:  Botev Plovdiv (1)
- 1962-63:  Slavia Sofia (2)
- 1963-64:  Slavia Sofia (3)
- 1964-65:  CSKA Sofia (5)
- 1965-66:  Slavia Sofia (4)
- 1966-67:  Levski Sofia (9)
- 1967-68:  Spartak Sofia (1)
- 1968-69:  CSKA Sofia (6)
- 1969-70:  Levski Sofia (10)
- 1970-71:  Levski Sofia (11)
- 1971-72:  CSKA Sofia (7)
- 1972-73:  CSKA Sofia (8)
- 1973-74:  CSKA Sofia (9)
- 1974-75:  Slavia Sofia (5)
- 1975-76:  Levski Sofia (12)
- 1976-77:  Levski Sofia (13)
- 1977-78:  Marek Dupnitsa (1)
- 1978-79:  Levski Sofia (14)
- 1979-80:  Slavia Sofia (6)
- 1980-81:  Botev Plovdiv (2)
- 1981-82:  Lokomotiv Sofia (3)

Torneigs no oficials (1982-1990) 
- 1982-83:  Lokomotiv Plovdiv
- 1983-84:  Levski Sofia
- 1984-85:  CSKA Sofia
- 1985-86:  CSKA Sofia
- 1986-87:  Levski Sofia
- 1987-88:  Levski Sofia
- 1988-89:  CSKA Sofia
- 1989-90:  CSKA Sofia

### Copa de Bulgària (1980-present)
Torneigs no oficials (1980-1982) 
- 1981:  CSKA Sofia
- 1982:  Levski Sofia

Torneigs oficials (1983-present) 
- 1982-83:  CSKA Sofia (10)
- 1983-84:  Levski Sofia (15)
- 1984-85:  CSKA Sofia (11)
- 1985-86:  Levski Sofia (16)
- 1986-87:  CSKA Sofia (12)
- 1987-88:  CSKA Sofia (13)
- 1988-89:  CSKA Sofia (14)
- 1989-90:  FC Sliven (1)
- 1990-91:  Levski Sofia (17)
- 1991-92:  Levski Sofia (18)
- 1992-93:  CSKA Sofia (15)
- 1993-94:  Levski Sofia (19)
- 1994-95:  Lokomotiv Sofia (4)
- 1995-96:  Slavia Sofia (7)
- 1996-97:  CSKA Sofia (16)
- 1997-98:  Levski Sofia (20)
- 1998-99:  CSKA Sofia (17)
- 1999-00:  Levski Sofia (21)
- 2000-01:  Litex Lovech (1)
- 2002-02:  Levski Sofia (22)
- 2002-03:  Levski Sofia (23)
- 2003-04:  Litex Lovech (2)
- 2004-05:  Levski Sofia (24)
- 2005-06:  CSKA Sofia (18)
- 2006-07:  Levski Sofia (25)
- 2007-08:  Litex Lovech (3)
- 2008-09:  Litex Lovech (4)
- 2009-10:  Beroe Stara Zagora (1)
- 2010-11:  CSKA Sofia (19)
- 2011-12:  Ludogorets Razgrad (1)
- 2012-13:  Beroe Stara Zagora (2)
- 2013-14:  Ludogorets Razgrad (2)
- 2014-15:  Cherno More Varna (1)
- 2015-16:  CSKA Sofia (20)
- 2016-17:  Botev Plovdiv (3)
- 2017-18:  Slavia Sofia (8)
- 2018-19:  Lokomotiv Plovdiv (1)
- 2019-20:  Lokomotiv Plovdiv (2)
- 2020-21:  CSKA Sofia (21)
- 2021-22:  Levski Sofia (26)
- 2022-23:  Ludogorets Razgrad (3)
- 2023-24:  Botev Plovdiv (4)

### Copa de la BFU (1991)
- 1991:  Etar Veliko Tarnovo